# Ariane 2

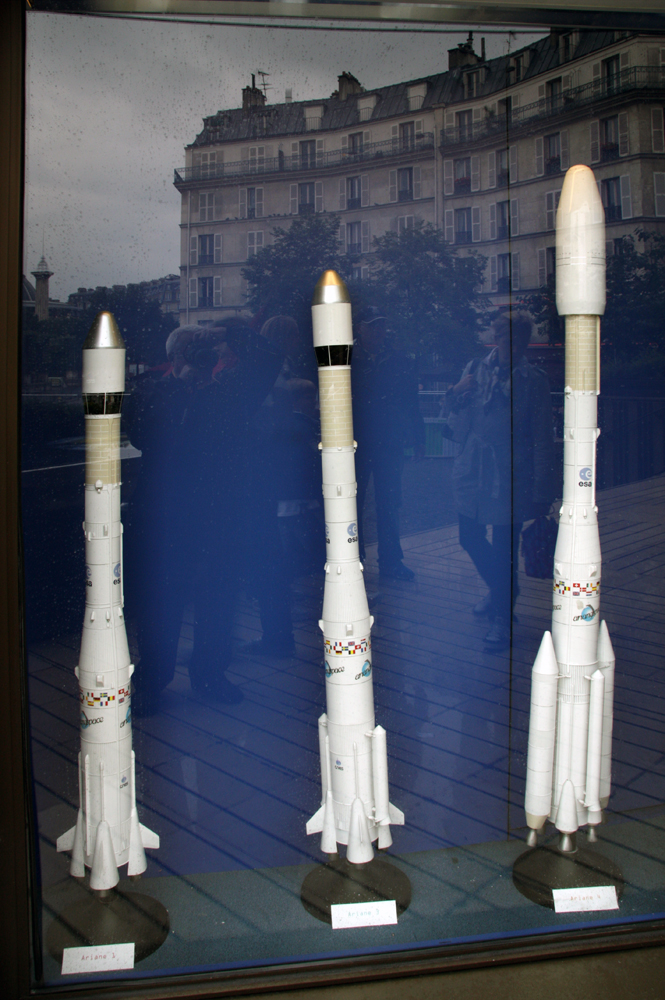
Modelos Ariane 1, 3 y 4 en una ventana del CNES.

El cohete Ariane 2 es el segundo de la familia Ariane, construido por la ESA.

## Estructura
La estructura del Ariane 2 era idéntica a la del Ariane 1, pero con la tercera fase más alargada, llegando a medir más de 49 metros y pesar más de 219 toneladas.
De esta manera, la carga útil en órbita de transferencia geoestacionaria era 2175 kg, 325 kg más que con Ariane 1.
La tercera generación, Ariane 3, era prácticamente igual a ésta: tenía dos propulsores adicionales de pólvora en la primera fase. Ariane 3 fue lanzado antes que Ariane 2.

## Lanzamientos
Ha habido 6 lanzamientos de Ariane 2. El primero, el 31 de mayo de 1986, fue un fracaso. Los siguientes, acaecidos entre 1987 y 1989, tuvieron éxito.
| Fecha (UTC)                    | Código    | Carga útil     | Órbita | Resultado | Notas                                                           |
| ------------------------------ | --------- | -------------- | ------ | --------- | --------------------------------------------------------------- |
| 31 de mayo de 1986, 00:53      | V-18/L-18 | Intelsat 5A14  | GTO    | Fracaso   | Primer lanzamiento del Ariane 2 La tercera etapa no se encendió |
| 21 de noviembre de 1987, 02:19 | V-20/L-20 | TVSAT-1        | GTO    | Éxito     |                                                                 |
| 17 de mayo de 1988, 23:58      | V-23/L-22 | Intelsat 3AF13 | GTO    | Éxito     |                                                                 |
| 28 de octubre de 1988, 02:17   | V-26/L-25 | TDF-1          | GTO    | Éxito     |                                                                 |
| 27 de enero de 1989, 01:21     | V-28/L-26 | Intelsat 5AF15 | GTO    | Éxito     |                                                                 |
| 2 de abril de 1989, 02:28      | V-30/L-27 | TELE-X         | GTO    | Éxito     | Último lanzamiento del Ariane 2                                 |